# Joop Schrier
Joop Schrier (* 1. August 1918 in Den Haag; † 1. April 1995 ebendort) war ein niederländischer Jazzmusiker (Piano, auch Cembalo) und Musikkritiker, der in der Mitte der 1950er Jahre die Dutch Swing College Band leitete.

## Wirken
Schrier, der eine klassische Musikausbildung absolviert hatte, spielte während des Zweiten Weltkriegs bei den Swing Papas, wo er sich auf Boogie Woogie, Blues und Stride Piano konzentrierte. Mitte 1946 ersetzte er Frans Vink in der Dutch Swing College Band. Neben Klavier setzte er auch das Cembalo ein, so 1954 für eine damals außergewöhnliche Aufnahme von I Found a New Baby. Nach dem Abgang von Peter Schilperoort 1955 wurde Schrier neuer Leiter der Band, an den er 1959 die Leitung zurückgab, als dieser in die sich professionalisierende Band zurückkehrte. Er wurde dann der Pianist der niederländischen Reunion Jazz Band, mit der er (gemeinsam mit Jan Morks und Martien Beenen) drei Alben einspielte.
Neben seiner Tätigkeit als Musiker fungierte er als Kritiker bei der Monatszeitschrift Luister, für die er auch die Einspielung der Bachschen Cembalowerke durch Isolde Ahlgrimm besprach, und als Jurymitglied bei der Verleihung des für die Niederlande zentralen Edison-Musikpreises. Zudem war er Vorstandsmitglied in der Johan Wagenaar Stiftung, die sich auf die Ausübung von Musik durch Amateurmusiker konzentrierte.